# Durenque
 Durenque  (en occitano Durenca) es una población y comuna francesa, situada en la región de Mediodía-Pirineos, departamento de Aveyron, en el distrito de Rodez y cantón de Réquista.

## Demografía
| 920 | 862 | 811 | 805 | 724 | 607 |
| Para los censos de 1962 a 1999 la población legal corresponde a la población sin duplicidades (Fuente: INSEE [Consultar]) |     |     |     |     |     |